# Kevin Lindskoug
Kevin Lindskoug (ur. 10 sierpnia 1992 w Trelleborgu) – szwedzki hokeista.

## Kariera
- Malmö Redhawks J18 (2007–2008)
- Rögle BK J18 (2008–2010)
- Rögle BK J20 (2009–2012)
- Muskegon Lumberjacks (2012–2013)
- Rögle BK (2013–2014)
  -  Rögle BK J20 (2013/2014)
- IF Björklöven (2014–2016)
- HK Szachcior Soligorsk (2016–2017)
- Rungsted Seier Capital (2017–2018)
- GKS Katowice (2018–2019)
- Ritten Sport (2019–2020)
- Bodens HF (2020–2021)
- Guildford Flames (2014–2016)
- Podhale Nowy Targ (2022)
- Re-Plast Unia Oświęcim (2022–2023)
- Podhale Nowy Targ (2023)
- Fife Flyers (2023-)

Wychowanek klubu Malmö Redhawks. Karierę rozwijał w klubie Rögle BK, występując w jego drużynach juniorskich. W sezonie 2012/2013 grał w barwach amerykańskiego zespołu Muskegon Lumberjacks w rozgrywkach USHL. Po powrocie do ojczyzny przez rok grał już w ekipie seniorskiej w rozgrywkach Allsvenskan, a kolejne dwa sezony w IF Björklöven w tej samej lidze. W listopadzie 2016 przeszedł do białoruskiego klubu Szachcior Soligorsk. Latem 2017 został zatrudniony przez duński klub Rungsted Seier Capital z superligi duńskiej. W lipcu 2018 został zaangażowany do GKS Katowice w Polskiej Hokej Lidze. Od maja 2019 reprezentował włoski klub. W sezonie 2020 grał w barwach szwedzkiego Bodens HF w lidze Hockeyettan. W czerwcu 2021 został bramkarzem angielskiej drużyny Guildford Flames w brytyjskich rozgrywkach EIHL. Przed sezonem 2022/2023 trafił do Podhala Nowy Targ w PHL, skąd odszedł pod koniec października 2022. Tuż potem ogłoszono jego angaż do zespołu Re-Plast Unii Oświęcim wobec kontuzji jego rodaka, urodzonego cztery dni wcześniej Linusa Lundina. W połowie 2023 ponownie trafił do Podhala, skąd zwolniono go pod koniec listopada tego roku. Pod koniec grudnia 2023 przeszedł do Fife Flyers.

## Sukcesy
Klubowe
- Brązowy medal J20 SM: 2012 z Rögle BK J20
- Mistrzostwo Allsvenskan: 2014 z Rögle BK
- Brązowy medal mistrzostw Danii: 2018 z Rungsted Seier Capital
- Finał Pucharu Danii: 2018 z Rungsted Seier Capital
- Trzecie miejsce w Pucharze Kontynentalnym: 2019 z GKS Katowice
- Brązowy medal mistrzostw Polski: 2019 z GKS Katowice, 2023 z Unią Oświęcim
- Superpuchar Włoch: 2019 z Ritten Sport
- Finał Pucharu Polski: 2022 z Unią Oświęcim

Indywidualne
- USHL (2012/2013)[15]:
  - Pierwsze miejsce w klasyfikacji skuteczności interwencji w sezonie zasadniczym: 92,3%[16]
  - Trzecie miejsce w klasyfikacji średniej goli straconych na mecz w sezonie zasadniczym: 2,49[17]
  - Pierwsze miejsce w klasyfikacji liczby meczów bez straty gola w sezonie zasadniczym: 8[18]
  - Pierwszy skład gwiazd sezonu[19]
  - Najlepszy bramkarz sezonu[20][21]
- Puchar Polski w hokeju na lodzie 2018: najlepszy zawodnik GKS Katowice w półfinale[22]